# Trzyrzeczki
Trzyrzeczki – wieś w Polsce położona w województwie podlaskim, w powiecie sokólskim, w gminie Dąbrowa Białostocka.
W latach 1975–1998 miejscowość administracyjnie należała do województwa białostockiego.
Wierni kościoła rzymskokatolickiego należą do parafii Najświętszej Maryi Panny Królowej Polski w Zwierzyńcu Wielkim.
W Trzyrzeczkach znajduje się leśniczówka Trzyrzeczki, przy której zaczyna się i kończy ścieżka przyrodnicza „Las” biegnąca przez uroczysko Trzyrzeczki w Biebrzańskim Parku Narodowym.